# Marko Tomas
Pour les articles homonymes, voir Tomas.
Marko Tomas, né le 3 janvier 1985 à Koprivnica en Croatie, est un ancien joueur croate de basket-ball. Il évoluait aux postes d'arrière et d'ailier.

## Biographie
Après une saison passée du côté du KK Igokea, il retourne, au mois d'août 2020, au Gaziantep Basketbol pour la saison 2020-2021 du championnat truc.

## Palmarès

### Club
compétitions internationales 
- Vainqueur de la Coupe ULEB 2007

 compétitions nationales 
- Champion d'Espagne 2007
- Champion de Turquie : 2011
- Champion de Croatie : 2010, 2014, 2015, 2017
- Vainqueur de la Coupe de Turquie : 2011
- Vainqueur de la Coupe de Croatie : 2014, 2015, 2017

### Championnat d'Europe
- 6e Championnat d'Europe 2007, Espagne
- 7e Championnat d'Europe 2005, Serbie

### Compétitions de jeunes
- Médaille d'or des Championnats d'Europe des moins de 18 ans 2002